# Solovecki samostan
Solovecki samostan (rusko Солове́цкий монасты́рь, IPA: [səlɐˈvʲɛtskʲɪj mənɐˈstɨrʲ]) je utrjen samostan na Soloveckih otokih v Belem morju v severni Rusiji. Bil je ena največjih krščanskih utrdb v severni Rusiji, preden so ga v letih 1926 do 1939 spremenili v sovjetski zapor in delovno taborišče in je služil kot prototip taborišč sistema Gulag. Samostan je doživel več večjih sprememb in vojaških obleganj. Njegove najpomembnejše strukture izvirajo iz 16. stoletja, ko je bil Filip Količev, moskovski metropolit, njegov iguman (primerljiv z opatom).

## Zgodovina
Solovecki samostan je leta 1436 ustanovil menih Zosima; vendar sta na otoku od 1429 do 1436 živela meniha Herman in Savvatiy iz samostana Kirillo-Belozerski, ki veljata za soustanovitelja samostana. Zosima je kasneje postal prvi iguman samostana. Potem ko je Marfa Borecka, žena novgorodskega posadnika, leta 1450 samostanu podarila svoja zemljišča v Kemu in Sumi, je samostan hitro povečal svoje posesti, ki so bile strateško postavljene na obali Belega morja.
V 15. in 16. stoletju je samostan razširil svoje komercialne dejavnosti in postal gospodarsko in politično središče Belomorske regije. To je med drugim vključevalo soline (v 1660-ih jih je imel v lasti 54), pasti, ribištvo, pridobivanje sljude, železarne, obdelava biserov itd. Arhimandrita samostana sta imenovala sam car in patriarh.
Do 17. stoletja je imel samostan Solovecki okoli 350 menihov, 600–700 služabnikov, obrtnikov in kmetov. V 1650-ih in 1660-ih je bil samostan ena od trdnjav starovercev raskola (Razkol ruske cerkve) v ruski pravoslavni cerkvi. Upor v samostanu Solovecki 1668–1676 je bil namenjen cerkveni reformi patriarha Nikona in je prevzel protifevdalno naravo. Leta 1765 je samostan postal stavropigijski (iz grščine stauros, ki pomeni križ, in pegio, kar pomeni potrditi), torej je bil podrejen neposredno sinodi.
Solovecki samostan je skupaj s Sumsko in Kemsko utrdbo služil kot pomembna obmejna trdnjava z desetinami topov in močno garnizijo. V 16. do 17. stoletju je samostanu večkrat uspelo odbiti napade Livonskega reda in Švedov (leta 1571, 1582 in 1611).
Med krimsko vojno so samostan Solovecki napadle tri britanske ladje. Po devetih urah granatiranja 6. in 7. julija 1854 so plovila odplula brez vsega.
Med 16. in zgodnjim 20. stoletjem je bil samostan tudi kraj izgnanstva za nasprotnike avtokracije in uradnega pravoslavja ter središče pokristjanjevanja na severu Rusije. Samostan je imel tudi veliko knjižnico rokopisov in knjig.
V samostanskem vrtu je bilo tudi nekaj eksotičnih rastlin, kot so tibetanske divje vrtnice, ki jih je menihom priskrbel lama Agvan Doržijev.
Po boljševiški revoluciji in ruski državljanski vojni so sovjetske oblasti samostan zaprle in številne stavbe vključile v zaporniško taborišče Solovki, eno najzgodnejših taborišč za prisilno delo gulag v 1920-ih in 1930-ih. »V prvih letih sovjetskega zaporniškega sistema je bilo posebno zaporno taborišče Solovecki (SLON) dom velike skupine ... zaprtih pisateljev.« Glavna dejavnost taborišča je bila sečnja in ko je bila večina okolice izkrčena, so taborišče zaprli. Pred drugo svetovno vojno so na otoku odprli mornariško kadetnico.
Manjša meniška bratovščina je po razpadu komunizma ponovno vzpostavila delovanje v samostanu in trenutno šteje okoli deset menihov. Samostan je bil pred kratkim tudi obsežno popravljen, vendar je še vedno v obnovi. Solovecki samostan je tudi zgodovinski in arhitekturni muzej. Bilo je eno prvih ruskih območij, ki je bilo vpisano na Unescov seznam svetovne dediščine.

## Lega
Solovecki samostan stoji na obali zaliva Blaginje (бухта Благополучия) na otoku Solovecki. Samostan obdaja masivno obzidje, visoko od 8 do 11 metrov in debelo od 4 do 6 metrov. Obzidje vključuje 7 vrat in 8 stolpov (ki jih je leta 1584–1594 zgradil arhitekt Trifon), sestavljenih predvsem iz ogromnih balvanov, težkih do nekaj ton. Na ozemlju samostana so tudi verski objekti, katerih glavne strukture so med seboj povezane s pokritimi in obokanimi prehodi. Obkrožajo jih številna gospodarska poslopja in bivalni prostori, vključno z obednico (500 m² velika dvorana) s cerkvijo Uspenskega (zgrajena v letih 1552–1557), cerkvijo Preobraženskega (1556–1564), cerkvijo Marijinega oznanjenja (1596–1601) , kamnite kamre (1615), mlin (začetek 17. st.), zvonik (1777) in cerkev sv. Nikolaja (1834).

## Pojavljanje v medijih
V Call of Duty: Black Ops Cold War, se samostan pojavi kot lokacija za možno zadnjo misijo.